# Günther Schwaiger
Günther Schwaiger (...) è un ex sciatore alpino austriaco.

## Biografia
Schwaiger vinse la medaglia d'argento nella discesa libera ai Mondiali juniores di Sestriere 1983; non prese parte a rassegne olimpiche né ottenne piazzamenti in Coppa del Mondo o ai Campionati mondiali.

## Palmarès

### Mondiali juniores
- 1 medaglia:
  - 1 argento (discesa libera a Sestriere 1983)